# Беледие-Хан
Беледие-Хан (болг. Беледие хан) — населённый пункт в Болгарии.
Находится в Софийской области, на территории общины Костинброд.

## История
Поселение возникло недалеко от старинной римской дороги. Рядом с деревней, вдоль старой римской дороги, все еще можно найти руины древнего поселения.
Различные легенды объясняют название села. Некоторые говорят, что он был назван в честь дочери Беллы хозяйки гостиницы. Во время османского владычества здесь был муниципальный постоялый двор (по-турецки belediye означает «муниципалитет»), где конные экипажи заменяли уставших лошадей отдохнувшими. В гостинице пассажиры отдохнули перед восхождением на гору к перевалу Петрохан.